# Brvnik (Šamac)
Pour les articles homonymes, voir Brvnik.
Brvnik (en serbe cyrillique : Брвник) est un village de Bosnie-Herzégovine. Il est situé dans la municipalité de Šamac et dans la république serbe de Bosnie. Selon les premiers résultats du recensement bosnien de 2013, il ne compte aucun habitant.
Avant la guerre de Bosnie-Herzégovine, le village faisait entièrement partie de la municipalité de Šamac (Bosanski Šamac) ; après la guerre, son territoire a été partiellement rattaché à la municipalité de Domaljevac-Šamac nouvellement créée et intégrée à la fédération de Bosnie-et-Herzégovine.

## Démographie

### Évolution historique de la population dans la localité
| 1948 | 1953 | 1961 | 1971 | 1981 | 1991 | 2013 |
| ---- | ---- | ---- | ---- | ---- | ---- | ---- |
| 608  | 630  | 681  | 687  | 628  | 609  | 0    |

|  |